# Esolus brevis
Esolus brevis is een keversoort uit de familie beekkevers (Elmidae). De wetenschappelijke naam van de soort werd in 1890 gepubliceerd door Kuwert.